# Diamond Is Unbreakable
Diamond Is Unbreakable (jap. ダイヤモンドは砕けない Daiyamondo wa kudakenai) – manga autorstwa Hirohiko Arakiego, czwarta z części serii JoJo’s Bizarre Adventure. Ukazywała się na łamach magazynu „Shūkan Shōnen Jump” wydawnictwa Shūeisha od maja 1992 do grudnia 1995. Całość została zebrana w 18 tomach. W Polsce prawa do dystrybucji serii nabyło wydawnictwo Japonica Polonica Fantastica.
Ta część wprowadza strzałę standu, która sprawia, że każdy, kto zostanie nią przebity, rozwija stand, o ile jest wystarczająco silny psychicznie. Retrospektywnie ujawniono, że strzała była źródłem standu Dio, a także standów rodziny Joestarów.
Adaptacja anime wyprodukowana przez studio David Production, zatytułowana JoJo’s Bizarre Adventure: Diamond Is Unbreakable, była emitowana od kwietnia od grudnia 2016. Film live action na podstawie mangi, zatytułowany JoJo no kimyō na bōken: Diamond wa kudakenai daiisshō, miał premierę w sierpniu 2017.

## Fabuła
W 1999 roku Jotaro Kujo przybywa do miasteczka Morioh (jap. 杜王町 Moriō-chō) w prefekturze M (jap. M県 Emu-ken), po tym jak dowiedział się, że jego dziadek, Joseph Joestar, ma nieślubnego syna. Spotyka pierwszoklasistę imieniem Koichi Hirose, a następnie obaj napotykają młodzieńca, którego Jotaro szukał: licealistę o imieniu Josuke Higashikata, którego Stand Crazy Diamond pozwala mu manipulować materią, m.in. naprawiać i leczyć. Po walce z Josuke, do której doszło, gdy Jotaro przypadkiem obraził jego pompadour, Jotaro wyjaśnia naturę standów oraz informuje, że jeden z nich należy do więźnia skazanego na śmierć o imieniu Anjuro „Angelo” Katagiri, który uciekł do Morioh. Josuke nieświadomie zyskuje w Angelu wroga, który wkrótce zabija jego dziadka. W odwecie Josuke wykorzystuje moc swojego standu, łącząc Angela na stałe ze skałą. Angelo w swoich ostatnich chwilach świadomości, ujawnia, że został trafiony strzałą, która dała mu jego stand, a Jotaro dowiaduje się, że artefakt ten był kiedyś w posiadaniu sił Dio. Josuke i Koichi natrafiają w końcu na sprawcę, Keicho Nijimurę, który trafia Koichiego strzałą, podczas gdy jego młodszy brat, Okuyasu, powstrzymuje Josuke. Josuke pokonuje Okuyasu i leczy Koichiego za pomocą Crazy Diamond, a Koichi rozwija stand o nazwie Echoes. Po pokonaniu Keicho, który tworzył użytkowników standów, by znaleźć kogoś, kto mógłby ulżyć w cierpieniu jego zmutowanemu ojcu, dawnemu podwładnemu Dio, Keicho zostaje zabity przez stand Red Hot Chili Pepper, który zabiera łuk i strzałę. Okuyasu dołącza do grupy Josuke, aby pomścić brata. Następnie spotykają kilku innych użytkowników standów stworzonych przez Keicho, zanim w końcu odnajdują i pokonują Akirę Otoishiego, użytkownika Red Hot Chili Pepper, gdy Joseph przybywa do Morioh. Łuk i strzała zostają przejęte przez Jotaro, a wszystko wydaje się chwilowo zakończone.
Wkrótce potem, gdy Josuke próbuje spędzić czas z Josephem i znajdują niemowlę ze standem zapewniającym niewidzialność, grupa spotyka innych użytkowników standów, takich jak ekscentryczny mangaka Rohan Kishibe, gimnazjalista Shigekiyo „Shigechi” Yangu oraz kosmetyczka imieniem Aya Tsuji. Koichi i Rohan spotykają później duchy Reimi Sugimoto i jej psa Arnolda, gdy przypadkiem trafiają do tajemniczej Alei Duchów, dowiadując się o seryjnym mordercy, który od lat czai się w Morioh. Zabójcą jest przystojny pracownik biurowy imieniem Yoshikage Kira, który stara się zaspokoić swoją morderczą obsesję na punkcie fetyszu dłoni, dążąc jednocześnie do spokojnego i cichego życia, wykorzystując destrukcyjną zdolność swojego standu Killer Queen, aby wymazywać wszelkie dowody swoich zbrodni. Jednak nagłe zabójstwo Shigechiego prowadzi do jego zdemaskowania podczas krótkiej walki z Jotaro i Koichim, w której zostaje ranny, gdy na miejscu pojawiają się Josuke i Okuyasu. Kira ucieka i zmusza Ayę do użycia swojego standu, by zamienić się tożsamością z mężczyzną imieniem Kosaku Kawajiri, zabijając ich oboje i przyjmując życie Kosaku. Ojciec Kiry, Yoshihiro, duch, który używa swojego standu, aby przetrwać w formie zdjęcia, wykorzystuje łuk i strzałę, które otrzymał przed laty od Enyi Geil, aby stworzyć armię użytkowników standów w celu ochrony syna, w tym umierającego kota, który odrodził się jako hybryda standu i rośliny o nazwie Stray Cat, którego Kira przyjął jako zwierzaka.
Syn Kosaku, Hayato Kawajiri, zaczyna podejrzewać, że jego ojciec został podmieniony, i konfrontuje się z Kirą, co prowadzi do jego zamordowania. Spanikowany Kira zostaje po raz drugi trafiony strzałą Yoshihiro i zyskuje nową zdolność, która pozwala mu wskrzesić Hayato. Następnego ranka Hayato dowiaduje się, że Kira naznaczył go swoją nową zdolnością o nazwie Bites the Dust, która niszczy każdego, komu Hayato wyjawi tożsamość Kiry, cofając czas o godzinę, jednak przeznaczenie ofiary pozostaje niezmienne. Po śmierci Rohana w jednej z pętli i grupy Josuke w następnej, Hayato zdaje sobie sprawę, że musi zmusić Kirę do anulowania Bites the Dust, zanim ich śmierć stanie się nieodwracalna. Wykorzystuje wiedzę zdobytą w pętli czasowej, aby obudzić Josuke wcześnie i umożliwić mu podsłuchanie, jak Kira zdradza swoją tożsamość. Kira zostaje zmuszony do użycia Killer Queen, by się bronić, co anuluje Bites the Dust na czas, ratując Josuke i jego przyjaciół.
Josuke wdaje się z Kirą w zaciętą walkę, w której Okuyasu pozornie ginie, a Josuke i Hayato szukają schronienia w domu, podczas gdy Kira łączy moce swojego standu ze Stray Cat, tworząc niewidzialne pociski-bomby. Kira umieszcza zdjęcie Yoshihiro w kieszeni Hayato, aby śledzić Josuke, jednak zostaje przechytrzony i niszczy swojego ojca, zanim Okuyasu pojawia się w ostatniej chwili, by odebrać Stray Cat i dodatkowo osłabić Kirę. Gdy na miejsce eksplozji docierają Jotaro, Koichi i Rohan wraz z ratownikami, Kira w desperacji próbuje aktywować Bites the Dust na pobliskim ratowniku medycznym, aby uniknąć klęski. Jotaro, przy wsparciu Koichiego, powstrzymuje jednak Kirę, który wpada pod nadjeżdżającą karetkę, która przypadkowo miażdży mu czaszkę. Duch Kiry trafia do Alei Duchów, gdzie spotyka Reimi, która przywołuje widmowe dłonie, porywające go ku nieznanemu losowi. Zakończywszy swoją misję, Reimi żegna się z grupą i przechodzi do zaświatów. Następnego dnia Josuke żegna się z Jotaro i Josephem, którzy opuszczają Morioh, gdy lato 1999 roku dobiega końca.

## Produkcja

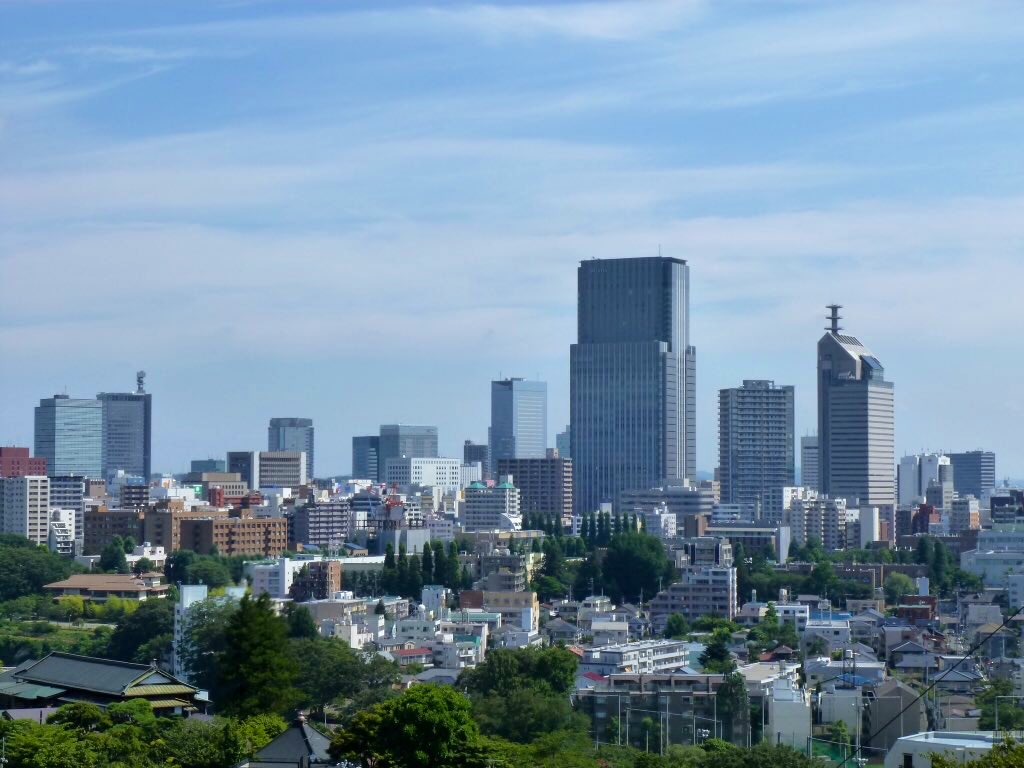
Morioh powstało w oparciu o rodzinne miasto Arakiego, Sendai.

Akcja Diamond Is Unbreakable rozgrywa się w fikcyjnym miasteczku Morioh, wzorowanym na konkretnej okolicy w rodzinnym mieście Hirohiko Arakiego, Sendai, w prefekturze Miyagi. Autor przyznał, że inspirację stanowił dla niego niepokój i strach wywołany przez „niezwykłych” i „tajemniczych” mieszkańców tamtejszej okolicy. Chociaż pierwotnie zamierzał, aby JoJo’s Bizarre Adventure było „mityczną” mangą o supermocach i tym podobnych, Araki czerpał przyjemność z przedstawiania „odczucia codziennego życia” w Diamond Is Unbreakable. Chciał stworzyć „zamknięte miasto”, dlatego przedstawione w tej części standy nie atakowały proaktywnie.
Podczas publikacji Diamond Is Unbreakable, Araki otrzymał opinie od czytelników, którzy uważali, że przeciwnicy w mandze stali się słabsi. Chociaż zwykle nie odpowiada na opinie czytelników, usłyszał podobne komentarze od redakcji, więc zrobił wyjątek, stwierdzając, że „słabości w sercach ludzi” są elementem tematycznym części czwartej. Wyjaśnił, że czasami to wewnętrzne słabości bohatera popychają go do desperackiej sytuacji, a innym razem przekształca słabość w coś „przerażającego” i na jej podstawie tworzy stand. Araki napisał, że ciągłe wprowadzanie coraz silniejszych przeciwników w mandze ostatecznie prowadzi do „próby wyobrażenia sobie najdalszych krańców wszechświata”, ale w prawdziwym świecie „prawdziwa siła polega na nieczynieniu złych rzeczy. Przeciwnik, który robi złe rzeczy, to osoba z wewnętrzną słabością”.
W czwartej części serii Araki stwierdził, że odszedł od „mięśniaków”, ponieważ ich popularność spadła wśród czytelników, a on chciał skupić się bardziej na modzie. Projektując stroje swoich postaci, Araki bierze pod uwagę zarówno modę codzienną, jak i „kreskówkowe, dziwaczne ubrania, które byłyby niepraktyczne w prawdziwym życiu”. Ponadto rezygnuje z używania specyficznych schematów kolorystycznych dla postaci, oferując czytelnikom różne wrażenia poprzez różnorodne kombinacje kolorów. Araki powiedział również, że chociaż rysował kilka nagich postaci w częściach 1–3, aby przypominali greckich lub rzymskich bogów, to w części 4 robił to znacznie rzadziej, chcąc być „trochę bliżej domu”. Ponieważ Josuke Higashikata jest bardziej „przyjacielem z sąsiedztwa” niż bohaterem przypominającym postacie z greckich mitów, Araki określił go jako swoją ulubioną postać w Diamond Is Unbreakable. Wskazał też stand o nazwie Harvest, należący do Shigekiyo Yangu, jako swój ulubiony z części 4, ponieważ, mimo że postać ma „urocze wady i pewną niechlujność”, zbiera przedmioty z ziemi, co według Arakiego jest „dość przerażające”.
Pomimo powszechnego przekonania, że postać mangaki Rohana Kishibe jest alter ego Arakiego, autor ujawnił, że nie wzorował Rohana na sobie, choć jest nim zafascynowany. Powiedział, że w przeciwieństwie do Rohana ceni ludzkie życie bardziej niż sztukę.

## Manga
Seria ukazywała się w magazynie „Shūkan Shōnen Jump” od 4 maja 1992 do 4 grudnia 1995. Wydawnictwo Shūeisha zebrało jej 174 rozdziały w 18 tankōbonach, wydawanych od 4 listopada 1992 do 4 marca 1996. Między 18 lutego a 10 sierpnia 2004 opublikowano 12-tomową edycję bunkoban. Od 4 marca do 5 sierpnia 2016 wydawana była 6-tomowa edycja sōshūhen.
W Polsce edycja bunkoban wydawana jest przez wydawnictwo Japonica Polonica Fantastica.

### Edycja tankōbon
| Nr | Data wydania (język japoński) | ISBN (język japoński)  |
| -- | ----------------------------- | ---------------------- |
| 29 | 4 listopada 1992              | ISBN 978-4-08-851635-6 |
| 30 | 7 stycznia 1993               | ISBN 978-4-08-851636-3 |
| 31 | 4 marca 1993                  | ISBN 978-4-08-851637-0 |
| 32 | 10 maja 1993                  | ISBN 978-4-08-851638-7 |
| 33 | 2 lipca 1993                  | ISBN 978-4-08-851639-4 |
| 34 | 3 września 1993               | ISBN 978-4-08-851640-0 |
| 35 | 4 listopada 1993              | ISBN 978-4-08-851405-5 |
| 36 | 4 lutego 1994                 | ISBN 978-4-08-851406-2 |
| 37 | 2 maja 1994                   | ISBN 978-4-08-851407-9 |
| 38 | 4 sierpnia 1994               | ISBN 978-4-08-851408-6 |
| 39 | 4 listopada 1994              | ISBN 978-4-08-851409-3 |
| 40 | 11 stycznia 1995              | ISBN 978-4-08-851410-9 |
| 41 | 3 marca 1995                  | ISBN 978-4-08-851891-6 |
| 42 | 11 maja 1995                  | ISBN 978-4-08-851892-3 |
| 43 | 4 sierpnia 1995               | ISBN 978-4-08-851893-0 |
| 44 | 4 października 1995           | ISBN 978-4-08-851894-7 |
| 45 | 10 stycznia 1996              | ISBN 978-4-08-851895-4 |
| 46 | 4 marca 1996                  | ISBN 978-4-08-851896-1 |

### Edycja bunkoban
| Nr      | Język japoński   | Język japoński     | Język polski  | Język polski           |
| Nr      | Data wydania     | ISBN               | Data wydania  | ISBN                   |
| ------- | ---------------- | ------------------ | ------------- | ---------------------- |
| 1 (18)  | 18 lutego 2004   | ISBN 4-08-618167-3 | luty 2024     | ISBN 978-83-8264-265-0 |
| 2 (19)  | 18 lutego 2004   | ISBN 4-08-618168-1 | kwiecień 2024 | ISBN 978-83-8264-266-7 |
| 3 (21)  | 16 kwietnia 2004 | ISBN 4-08-618169-X | czerwiec 2024 | ISBN 978-83-8264-363-3 |
| 4 (22)  | 16 kwietnia 2004 | ISBN 4-08-618170-3 | wrzesień 2024 | ISBN 978-83-8264-365-7 |
| 5 (22)  | 18 maja 2004     | ISBN 4-08-618171-1 | listopad 2024 | ISBN 978-83-8264-367-1 |
| 6 (23)  | 18 maja 2004     | ISBN 4-08-618172-X | marzec 2025   | ISBN 978-83-8264-443-2 |
| 7 (24)  | 18 czerwca 2004  | ISBN 4-08-618173-8 | czerwiec 2025 | ISBN 978-83-8264-445-6 |
| 8 (25)  | 18 czerwca 2004  | ISBN 4-08-618174-6 | —             |                        |
| 9 (26)  | 16 lipca 2004    | ISBN 4-08-618175-4 | —             |                        |
| 10 (27) | 16 lipca 2004    | ISBN 4-08-618176-2 | —             |                        |
| 11 (28) | 10 sierpnia 2004 | ISBN 4-08-618177-0 | —             |                        |
| 12 (29) | 10 sierpnia 2004 | ISBN 4-08-618178-9 | —             |                        |

### Spin-offy
7 lipca 1997 Araki opublikował na łamach „Shūkan Shōnen Jump” one-shot zatytułowany Kishibe Rohan wa ugokanai – Episode 16: Zangeshitsu, w którym głównym bohaterem jest Rohan po wydarzeniach z części czwartej. W 1999 roku stworzył również trzyrozdziałową historię Deadman’s Q dla magazynu „Allman”, skupiającą się na postaci Yoshikage Kiry, głównego antagonisty części czwartej. Obie te historie zostały później zebrane w zbiorze one-shotów Arakiego, zatytułowanym Shikei shikkōchū datsugoku shinkōchū, wydanym 19 listopada 1999. One-shot o Rohanie stał się później początkiem serii zatytułowanej Thus Spoke Kishibe Rohan.
W 2009 roku Araki stworzył w pełni kolorową mangę zatytułowaną Kishibe Rohan Louvre e iku. Była ona wystawiana w Luwrze jako część wystawy Le Louvre invite la bande dessinée od 22 stycznia do 13 kwietnia 2009. Historia ta została ponownie opublikowana w magazynie „Ultra Jump” między 19 marca a 19 maja 2010.
Spin-off, zatytułowany JoJo no kimyō na bōken: Crazy Diamond no akuryō-teki shitsuren, został napisany przez Kōheia Kadono i zilustrowany przez Tasuku Karasumę, a jego akcja rozgrywa się w Morioh. Manga ukazywała się od 18 grudnia 2021 do 19 maja 2023 w magazynie „Ultra Jump”. Wydawnictwo Shūeisha zebrało jej rozdziały w 3 tankōbonach. Adaptacja w formie light novel, również napisana przez Kadono, ukazała się 19 czerwca 2023.

## Light novel
W 2000 roku ogłoszono, że Otsuichi napisze powieść opartą na części 4. Ukończenie powieści okazało się trudne; w przewodniku Kono Mystery ga sugoi na rok 2004 Otsuichi przyznał, że napisał ponad 2000 stron, ale wyrzucił je wszystkie. Zdeterminowany, by stworzyć powieść, która dorównałaby mandze, pracował nad nią aż do 2007 roku, kiedy to 26 listopada została w końcu wydana pod tytułem The Book: JoJo’s Bizarre Adventure 4th Another Day. Akcja powieści toczy się po wydarzeniach z mangi i zawiera ilustracje autorstwa Arakiego.

## Anime
Adaptacja anime Diamond is Unbreakable została ogłoszona pod koniec wydarzenia „The Last Crusaders” dotyczącego anime JoJo’s Bizarre Adventure: Stardust Crusaders w Tokio 24 października 2015. Wkrótce potem na kanale Warner Bros. Japan na YouTube pojawił się zwiastun. Seria została wyreżyserowana przez Naokatsu Tsudę i Toshiyukiego Kato, scenariusz napisała Yasuko Kobayashi, projekty postaci stworzyła Terumi Nishii, a muzykę – ponownie – skomponował Yūgo Kanno. Anime było emitowane w Japonii od 2 kwietnia do 24 grudnia 2016. Motywem otwierającym pierwsze 14 odcinków jest „Crazy Noisy Bizarre Town” w wykonaniu zespołu The DU (Jun Shirota, Daisuke Wada i Jeity), motywem odcinków 15–26 jest "Chase" w wykonaniu zespołu pop-rockowego Batta, a motywem od odcinka 27 jest utwór „Great Days” śpiewany przez Daisuke Hasegawę i Karen Aoki. Motywem końcowym jest singiel „I Want You” australijskiej grupy popowej Savage Garden. W odcinku 39 został on zmieniony na „Great Days Units ver.” w wykonaniu JO☆UNITED (Hiroaki „Tommy” Tominaga, Coda, Jin Hashimoto, Jun Shirota, Daisuke Wada, Jeity, Tatsu Hoshino, Daisuke Hasegawa i Karen Aoki).

## Film live action
Na podstawie czwartej części mangi JoJo’s Bizarre Adventure powstał film live action w reżyserii Takashiego Miike zatytułowany JoJo no kimyō na bōken: Diamond wa kudakenai daiisshō. Premiera odbyła się 4 sierpnia 2017, a za dystrybucję odpowiadało Tōhō i Warner Bros.. Obie wytwórnie planowały dystrybucję filmu na całym świecie i liczyły na stworzenie sequeli, jednak produkcja osiągnęła słabe wyniki w box office, co podało w wątpliwość możliwość powstania przyszłych kontynuacji.

## Odbiór
W ankiecie z 2018 roku, przeprowadzonej wśród 17 000 fanów JoJo’s Bizarre Adventure, Diamond Is Unbreakable zostało wybrane jako drugi ulubiony wątek fabularny, zdobywając 17,5% głosów.
Rebecca Silverman i Faye Hopper zrecenzowały pierwszy tom Diamond Is Unbreakable dla portalu Anime News Network. Silverman oceniła początek jako wolniejszy i nie tak wciągający od razu jak wcześniejsze części, jednak uznała, że pozwala to na rozwój Josuke, którego ona i Hopper opisały jako bardziej życzliwego niż wcześniejsi bohaterowie. Hopper stwierdziła, że Diamond Is Unbreakable bywa krytykowane za „brak wyraźnej osi narracyjnej” w porównaniu do innych części, ale argumentowała, że jest to jedna z jego największych zalet, gdyż pozwala głównym bohaterom po prostu istnieć, co nadaje im sympatycznej ludzkiej natury, której żadna z wyrazistych postaci archetypowych z pierwszych trzech części nigdy nie miała.